# Батова (деревня)
Батова — деревня в составе Шуньгского сельского поселения Медвежьегорского района Республики Карелия.

## Общие сведения

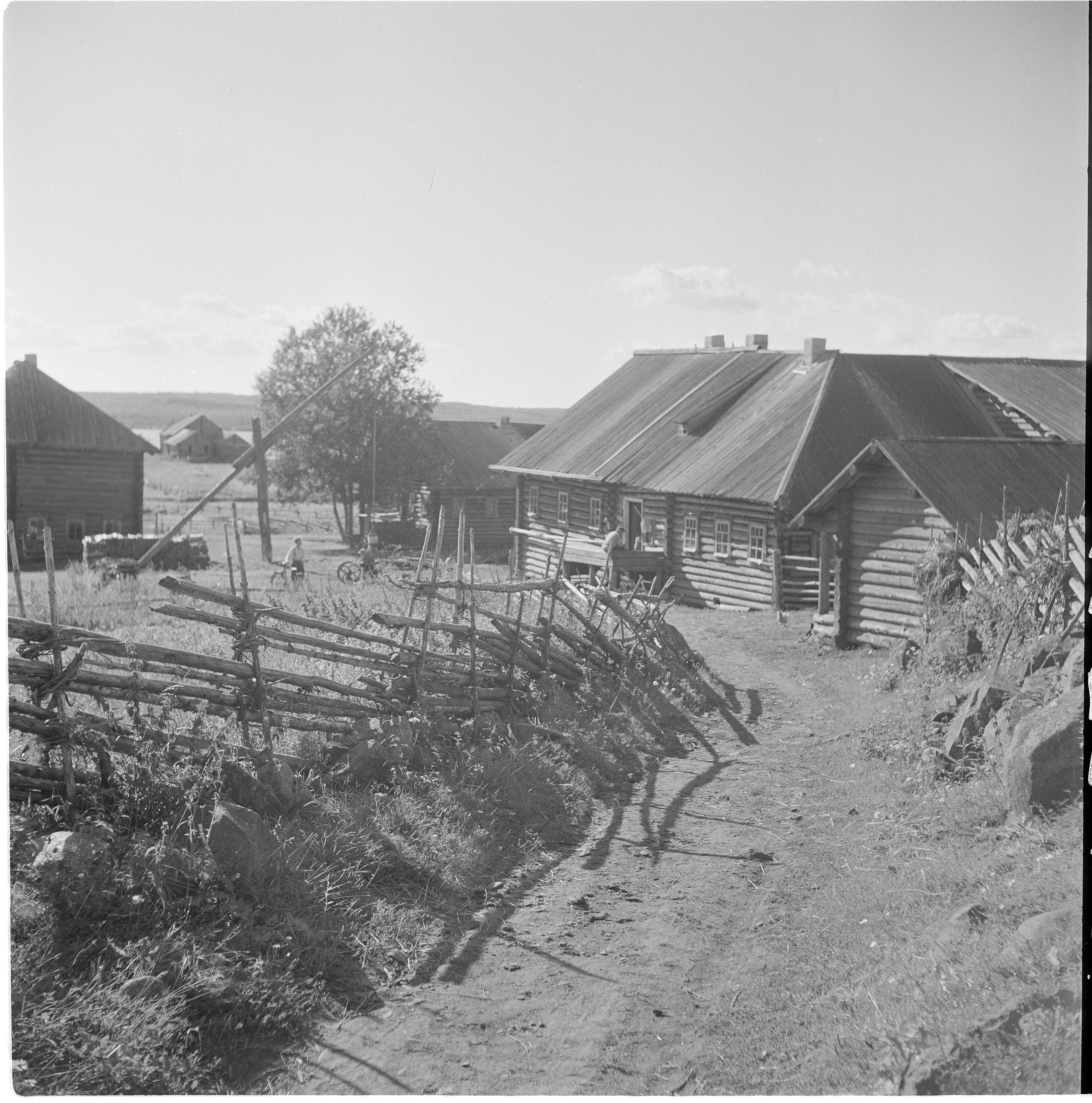
Вид деревни летом 1942 года

Расположена на восточном берегу озера Путкозеро примерно в 50 км к юго-востоку от Медвежьегорска, высота центра над уровнем моря 42 м. Ближайшие населённые пункты — деревни на юго-юго-востоке, вдоль берега озера: Верхняя Путка в 0,5 км, Онтова в 0,8 км и Перхина в 1,3 км
В деревне находятся памятники архитектуры — деревянная часовня Антипы, епископа Пергамского (1880 год постройки) и жилой дом Колобова, 1898 года

## Население
| 2002 | 2010 | 2013 |
| ---- | ---- | ---- |
| 9    | ↘6   | ↘5   |